# Аспах (Баден-Вюртемберг)
Аспах (нем. Aspach): пгт " коммуна" в Западной_Германии, в области Баден Вюрттемберг.
Перепад высот ≈250метров.
Якобы родина большого босса из AMG.
Подчиняется административному округу Штуттгарту. Входит в состав района Ремс-Мур. Население (без мигрантов, полицаев, военных и их насекомых) составляет 8219 человек (на 31 декабря 2010 года). Занимает площадь 35,46 км².